# The Road to Middle-earth
The Road to Middle-earth (Der Weg nach Mittelerde) ist ein Buch des britisch-indischen Schriftstellers und Mediävisten Thomas Alan Shippey aus dem Jahr 1982. Dieser hat die frühen Manuskripte des Schriftstellers und Philologen J. R. R. Tolkien für dieses Buch studiert und ausgewertet, es erschien zunächst im Vereinigten Königreich bei Allen & Unwin in London, die zweite Auflage wurde 1992 bei HarperCollins herausgegeben. Später folgten überarbeitete und erweiterte Ausgaben und Übersetzungen in andere Sprachen.

## Hintergrund und Inhalt
Tolkiens Erzählungen von Mittelerde haben ihren Ursprung in seiner akademischen Tätigkeiten als Professor für Philologie und dem Lehrstuhl für angelsächsische Studien an der Universität Oxford. Shippeys Analyse beruht auf seiner eigenen Tätigkeit, so lehrte er in Oxford und übernahm später Tolkiens Lehrstuhl für englische Sprach- und Mittelalterliteratur an der Universität Leeds.
Das Buch beleuchtet die Ursprünge von Tolkiens Büchern Der Hobbit, Der Herr der Ringe bis zu der Reihe The History of Middle-earth und beinhaltet zuvor unveröffentlichte Auszüge und Poesie. Shippey widmet sich insbesondere der Kreativität des Autors und den möglichen Quellen seiner Inspiration. Er zeigt detailliert auf, wie Tolkiens beruflich-wissenschaftlicher Hintergrund zur Erschaffung einer eigenen mythologischen Welt führte und erläutert die Zusammenhänge anhand des Silmarillions und der Unfinished Tales. Um Tolkiens komplexes Werk und den Prozess der Entwicklung von Mittelerde zu vermitteln, untersuchte er die zwölf Bände der History of Middle-earth, die von Tolkiens Sohn, Christopher bearbeitet und herausgegeben worden waren. Shippeys besonderes Augenmerk galt dabei dem Herrn der Ringe als ein sprachwissenschaftliches und kulturelles Gebilde, als verflochtener Mittelpunkt des Netzes seiner Geschichte und als Antwort auf die innere Bedeutung von Mythos und Poesie. Dabei folgte Shippey Tolkiens eigenen Vorlieben für die Poesie der Sprachen und seinem Interesse an der Mythologie. In seinem Buch zeigt er zugleich, welchen Einfluss auch andere von ihm aufgenommene Werke wie Beowulf, Grimms Märchen oder die Ältere Edda hatten, um diese literarische Tradition am Leben zu erhalten und fortzuführen.

## Auszeichnungen
- 1984: Mythopoeic Scholarship Award – Inklings Studies[3]

## Ausgaben
- Tom Shippey: The Road to Middle-earth. 1. Auflage. Allen & Unwin, London u. a. 1982, ISBN 0-04-809018-2 (englisch).
- Tom Shippey: The road to Middle-earth. [How J.R.R. Tolken created a new mythology]. Überarbeitete und erweiterte Auflage. HarperCollins, Hammersmith, London 2005, ISBN 0-261-10275-3 (englisch).
- Tom Shippey: Der Weg nach Mittelerde. Wie J.R.R. Tolkien „Der Herr der Ringe“ schuf (= Hobbit-Presse). Klett-Cotta, Stuttgart 2008, ISBN 978-3-608-93601-8 (englisch: The Road to Middle-earth. Übersetzt von Helmut W. Pesch).